# Psychotic Supper
Psychotic Supper är Teslas tredje studioalbum, släppt 30 augusti 1991. Albumet nådde inte lika stor framgång som The Great Radio Controversy. Trots det innehöll skivan två hits: "What You Give" och "Edisons Medicine". Låten "Song and Emotion" är en hyllningssång till Def Leppard-gitarristen Steve Clark som avled några månader innan albumet släpptes.

## Låtlista
1. "Change In The Weather" (Hannon, Keith, Skeoch) - 3:38
2. "Edison's Medicine" (Barbiero, Hannon, Keith, Skeoch, Wheat) - 4:47
3. "Don't De-Rock Me" (Barbiero, Skeoch) - 5:11
4. "Call It What You Want" (Barbiero, Keith, Wheat) - 4:29
5. "Song & Emotion" (Barbiero, Hannon, Keith, Skeoch) - 8:29
6. "Time" (Hannon, Keith) - 5:13
7. "Government Personnel" (Hannon) - :58
8. "Freedom Slaves" (Hannon, Wheat) - 6:40
9. "Had Enough" (Skeoch) - 4:49
10. "What You Give" (Hannon, Keith) - 7:15
11. "Stir It Up" (Keith, Skeoch) - 5:41
12. "Can't Stop" (Hannon, Keith, Skeoch, Wheat) - 5:27
13. "Toke About It" (Barbiero, Hannon) - 5:27